# 北大嶼海岸公園
北大嶼海岸公園（英語：North Lantau Marine Park）是香港一個海岸公園，位於新界大嶼山北部由香港西部界線開始經赤鱲角至大小磨刀附近海域，面積約2,400公頃，是香港第八個，亦是全香港面積最大的海岸公園。政府於2024年6月14日刊憲，並於2024年11月1日劃定。海岸公園劃設的目的是補償香港國際機場第三條跑道與東涌東填海區造成的永久性水域損失，並緩解對海洋生態的影響。北大嶼海岸公園西面與廣東珠江口中華白海豚國家級自然保護區直接相連，北面與沙洲及龍鼓洲海岸公園相連，東面與大小磨刀海岸公園相連，從而形成香港境內部分總面積約4570公頃的相連海洋保護區網絡，而全香港的海岸保護區面積則增至超8500公頃，可擴大中華白海豚的棲息地。但有環保團體認為中華白海豚已經整體南移，應該設立更大規模的海岸公園進行保護。

## 相關參見
- 香港海岸公園